# Moegistorhynchus longirostris
Moegistorhynchus longirostris är en tvåvingeart som först beskrevs av Christian Rudolph Wilhelm Wiedemann 1819.  Moegistorhynchus longirostris ingår i släktet Moegistorhynchus och familjen Nemestrinidae. Inga underarter finns listade i Catalogue of Life.